# Jiří IV. z Lichtenštejna
Jiří IV. z Lichtenštejna-Mikulova (německy Georg IV. von Liechtenstein, Herr zu Nikolsburg, 1390–1444) byl rakouský a moravský šlechtic z rodu Lichtenštejnů, pán na Lichtenštejnu v Dolním Rakousku a moravském Mikulově.

## Život

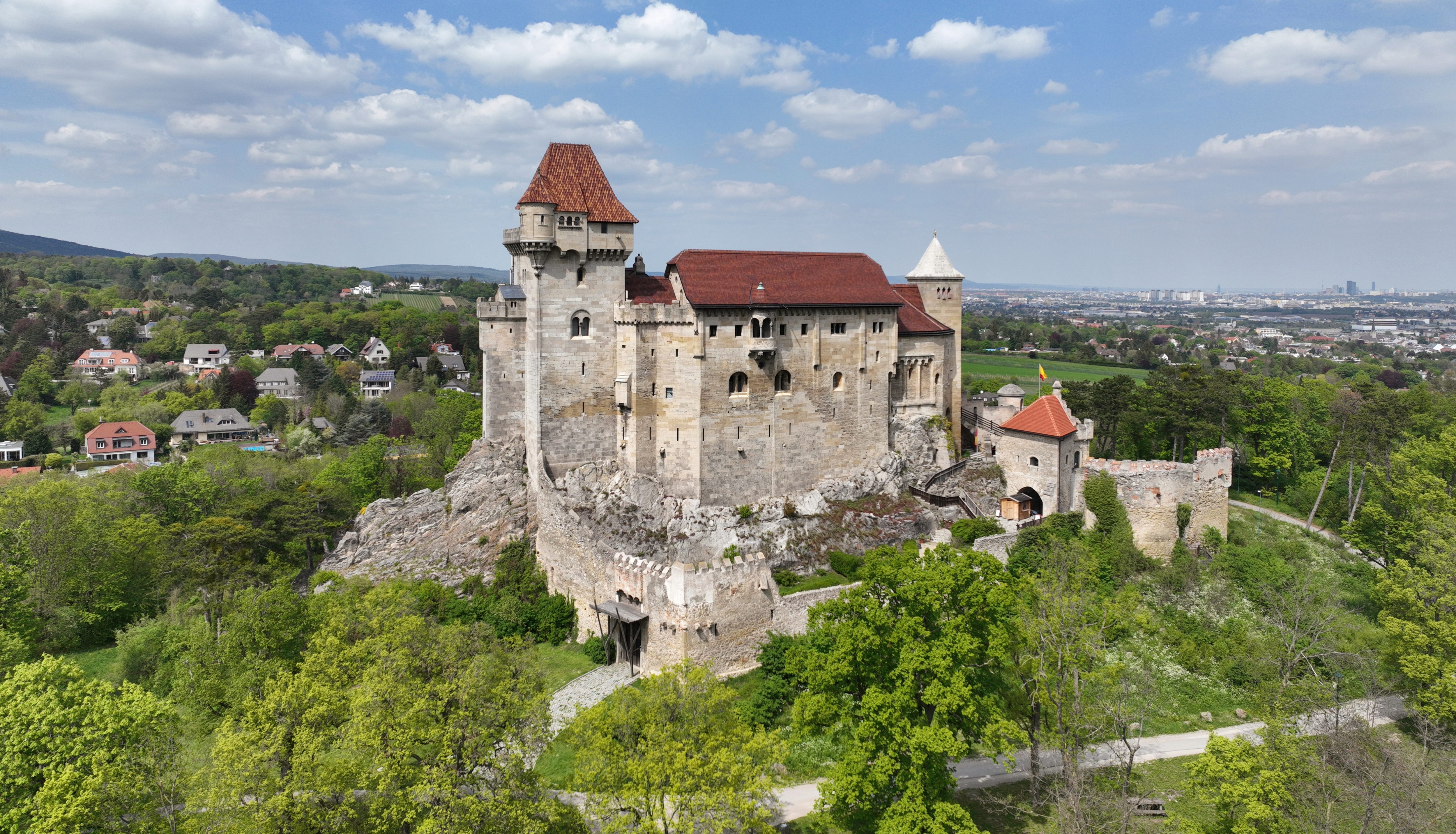
Hrad Liechtenstein, Dolní Rakousy

Narodil se jako syn Jindřicha V. z Lichtenštejna († př. 1418) a jeho manželky Anny z Zelkingu († 1441/1448), dcery Albrechta z Zelkingu († 1349) a Mintzie z Volkenstorfu († 1349). Měl bratra Kryštofa II. z Lichtenštejna-Mikulova († 1445), císařského radu.
Jeho otec byl bratrem Jiřího III. z Lichtenštejna († 1419), který byl v letech 1390–1419 tridentským knížecím biskupem. 
Po smrti otce se jeho matka Anna z Zelkingu v roce 1418 provdala podruhé, za Rudolfa III. z Lichtenštejna-Murau († 1425/1426), syna Jana I. z Lichtenštejna-Murau († 1395) a Anny Ptujské († s. 1377).

## Manželství a rodina
Jiří z Lichtenštejna-Mikulova se oženil asi 14. března 1423 z Hedvikou z Pottendorffu († 1449/1457), dcerou Hartnýda z Pottendorffu († 1426), maršála Rakouska a jeho ženy Anny z Puchheimu nebo Dorotey ze Starhembergu († 1419). Manželé měli 6 dětí:   
- Jan V. († 1473, pohřben ve Vídni), ženatý od roku 1449 s Perchtou z Rožmberka, známou jako „Bílá paní“ (1425–2. května 1476); měli dceru:
  - Alžběta (1450– asi 1476), provdaná 1476 za Jiřího z Pottendorffu
- Kryštof III. z Lichtenštejna († 1506), císařský rada, ženatý 1) asi od roku 1473 s  neznámou paní, 2) od roku 1473 s Amálií ze Starhembergu (1471–1502), dcerou Jana IV. ze Starhembergu (1412–1474) a jeho ženy Anežky Alžběty z Hohenbergu (1416–1494) [5]
- Jindřich VII. z Lichtenštejna († 1483), královský hejtman na Moravě, 16. listopadu 1473 se oženil s Anežkou ze Starhembergu (1445/1461–1501), dcerou Jana IV. ze Starhembergu (1412 – 1474) a jeho ženy Anežky Alžběta z Hohenbergu (1416–1494)
- Jiří V. z Lichtenštejna-Mikulova († 1484), ženatý 1472 s Anežkou z Eckartsau († 1515), vdovou po Ottovi z Zelkingu, dcerou Jiřího z Eckartsau († 1491) a Ehrentraub/Ehrentrudis z Puchheimu († 16); manželé měli syna:
  - Hartman z Lichtenštejna na Valticích († asi 1539/1540), císařský rada, ženatý 1) od roku 1507 s Amálii z Hohenlohe († asi 1511), 2) od roku 1511 s Johanou z Mainburgu († 1521); měli 13 dětí
- Alžběta († 1465), řádová sestra u Sv. Jakuba ve Vídni
- Barbora († 1463), zasnoubené v roce 1455 se srbským šlechticem Stefanem Vukićem Kosakou, vévodou ze sv. Sávy, roku 1460 provdaná za Jindřicha Steina ze Schwarzenau († 1490).